# Челатика
Челатика (итал. Cellatica) насеље је у Италији у округу Бреша, региону Ломбардија.
Према процени из 2011. у насељу је живело 3515 становника. Насеље се налази на надморској висини од 161 м.

## Становништво
Према резултатима пописа становништва 2011. у општини је живело 4.945 становника.
| 1951. | 1961. | 1971. | 1981. | 1991. | 2001. | 2011. |
| ----- | ----- | ----- | ----- | ----- | ----- | ----- |
| 3.137 | 3.231 | 3.414 | 3.778 | 4.637 | 4.723 | 4.945 |